# Le Dernier Jour de la Création
Le Dernier Jour de la Création (titre original (de) : Der letzte Tag der Schöpfung) est un roman de science-fiction de l'auteur allemand Wolfgang Jeschke paru en 1981 en Allemagne de l'Ouest.

## Présentation de l'œuvre
Le Dernier Jour de la Création est le premier roman de Wolfgang Jeschke connu jusque-là par son travail de traducteur et d'anthologiste dans le domaine de la science-fiction en Allemagne. Ce roman d'anticipation se rattache au sous-genre du voyage dans le temps avec quelques accents ébauchés d'uchronie. Son titre est une allusion directe au texte biblique de la Genèse dont un extrait sert d'exergue au récit (I, 23-26).
Le roman est composé d'un prologue qui présente un bref curriculum vitæ du personnage principal, Steve Stanley, et de quinze chapitres. Les quatre premiers sont consacrés à des découvertes archéologiques inexpliquées, conséquences directes du projet « Chronotron » qui fait ensuite l'objet d'un exposé linéaire dans les onze derniers chapitres. Le récit est utilement complété par une carte topographique de la région méditerranéenne au moment du récit, soit environ 5,5 millions d'années avant l'ère chrétienne, avec le tracé de l'oléoduc prévu par l'Armée américaine et le site de la « Forteresse » où se retranchent les militaires américains.
La collection Présence du futur, dans laquelle a été publiée le roman, ne comptait à cette époque dans son catalogue qu'un seul autre auteur germanophone, Herbert W. Franke, avec La Cage aux orchidées. Ce fut également le dernier roman de science-fiction allemand publié en français avant les grands succès éditoriaux de Andreas Eschbach à la fin des années 1990.

## Personnages principaux
Les personnages qui suivent sont classés dans l'ordre alphabétique de leurs patronymes :
- Rick Bailey, membre du projet « Chronotron » ;
- Jérôme Bannister, major, ancien camarade de Steve Stanley ;
- Walter W. Berger, ingénieur du projet « Chronotron » ;
- Blizzard, nom d'un homme-singe apprivoisé et civilisé ;
- Jane Brookwood, membre du projet, installée dans la forteresse ;
- Geoffroy « Moses » Calahan, Afro-américain participant au projet ;
- Samuel Fleissiger, professeur chargé du projet « Chronotron » ;
- William W. Francis, amiral de l'US Navy, chef du projet « Chronotron » ;
- Edgar Forrester, commandant en chef de la fosse ouest, officier chargé de la forteresse « Future one » en Sardaigne ;
- R. Fujong, scientifique d'origine japonaise chargé du projet « Chronotron » ;
- Goodluck, nom d'un homme-singe intelligent apprivoisé par les soldats américains ;
- Herbert H. Hollister, scientifique chargé du projet « Chronotron » ;
- Paul Loorey, participant au projet ;
- Charles Murchison, soldat arrivé sur place parmi les premiers, installé dans la forteresse ;
- Harold Olson, ingénieur du projet ;
- Gilmore Pecha, colonel de l'armée britannique en poste sur le détroit de Gibraltar et découvreur d'une jeep fossilisée au XIXe siècle ;
- Ricardo Ruiz, soldat mexicain arrivé sur place parmi les premiers, installé dans la forteresse ;
- Salomon Singer, psychologue et anthropologue qui s'intéresse à l'Australopithecus africanus ;
- Snowball, homme-singe, fils de Blizzard ;
- Steve Stanley, major, pilote d'essai de l'US Navy ;
- Axel Tiefenbacher, légionnaire collectionneur d'armes à feu, découvreur d'une arme de l'US Navy en cours d'élaboration ;
- Alan S. Walton, commandant de l'US Navy, responsable du projet « Chronotron ».

## Résumé
Dans les années 1980, invoquant le prétexte d'un projet de conquête de Mars, l'United States Navy et la NASA effectuent des recherches sur le voyage dans le temps. Des équipes sont recrutées pour être envoyées 5,5 millions d'années dans le passé, sans être informées du fait que personne ne connaît le moyen de les faire revenir. Leur mission consiste à construire un oléoduc à travers la Méditerranée, encore asséchée à cette époque reculée, pour ramener vers l'Europe toutes les réserves de pétrole du Moyen-Orient et modifier ainsi le présent en y supprimant la dépendance des pays occidentaux vis-à-vis des pays producteurs. Au cours de l'année 1985, les premières équipes et les premiers chargements de matériels sont expédiés dans le passé. Intrigué par les étranges reliques retrouvées au cours de l'histoire chrétienne, le Vatican, sous l'égide du pape Paul VI, décide également de mettre au point un projet de voyage dans le passé, mais avec des moyens techniques beaucoup plus évolués et la garantie d'un retour dans le présent.
Mais une fois sur place, rien ne se passe comme prévu. Les soldats volontaires arrivent par groupes à des moments très différents, la marge d'erreur du programme temporel étant de plusieurs dizaines d'années. Les soldats proviennent de futurs différents, altérés par la présence de leur prédécesseurs sur les lieux. Les Soviétiques, alliés aux pays arabes, envoient des équipes de mercenaires pour contrecarrer les plans des Américains et défendre les réserves de pétrole. Une guerre de harcèlement éclate alors entre les deux camps qui n'hésitent pas à utiliser des armes nucléaires qui contaminent toute la région et donnent l'impression aux protagonistes de vivre une troisième guerre mondiale délocalisée.
Le projet d'oléoduc est progressivement abandonné, parce que le matériel, parfois arrivé quelque décennies plus tôt, est rouillé et inutilisable, parce que les déplacements sont rendus difficiles par le harcèlement adverse, parce que personne, au fond, n'y croit plus et parce que le seul objectif des équipes encore sur place est la survie dans un environnement hostile. Le temps ne se décompte plus qu'à partir du « premier atterrissage enregistré », certains décident d'abandonner le projet et de fonder une famille, le professeur Singer apprivoise des singes humanoïdes ancêtres de l'Homme et leur apprend les rudiments du langage, d'autres migrent vers le nord pour y fonder une nouvelle civilisation. Les plus optimistes, accompagnés des femmes et des enfants, décident de fonder une colonie, la nouvelle Atlantis, située dans la région des Bermudes où était prévu à l'origine le rapatriement temporel des équipes en place. Les deux personnages principaux, Steve Stanley et Jérôme Bannister, décident de ne pas rejoindre Atlantis, préférant explorer le continent africain au péril de leurs vies. Stanley y rencontre un envoyé du Vatican qui lui dit être en mesure de le ramener dans son présent, mais décide de rester avec son ami Goodluck, l'homme-singe, au cœur du continent africain.

## Commentaires

### Uchronies multiples
Dans le roman de Wolfgang Jeschke, l'arrivée échelonnée des différents protagonistes a des conséquences importantes sur le continuum temporel, si bien que les équipes qui arrivent ensuite, à plusieurs années ou dizaines d'années d'intervalles, ne proviennent pas du même futur. Comme le dit l'un des personnages : « Ils ont fait exploser la vérité en petits morceaux, et maintenant, les avenirs se dispersent comme autant de galaxies. »
Ce fractionnement des futurs possibles permet à l'auteur d'intégrer à son œuvre quelques esquisses d'uchronies. Ainsi, les militaires largués en 1985 connaissent l'État d'Israël, tandis que ceux qui viennent de l'année 1995 n'en ont jamais entendu parler, car les deux fondateurs du sionisme, Léo Pinsker et Théodore Herzl, ont été assassinés à la fin du XIXe siècle. Pour d'autres encore, les États-Unis sont un pays pauvre, le continent américain tout entier est sous la domination de l'Empereur Maximilien du Mexique, un descendant des Habsbourg, et de la Pemex, sa société pétrolière, qui s'associent bientôt à l'Iran et aux Émirats arabes pour dominer le monde civilisé. Le dollar est une monnaie de second ordre, tandis que le peso et le dirham mènent l'économie mondiale. Si, pour tous les protagonistes, Mark Twain a bien existé, ils se rendent rapidement compte qu'il n'a pas écrit les mêmes romans d'une époque à l'autre.

### Fin du pétrole
Le récit de Wolfgang Jeschke, avec sa préoccupation marquée pour les ressources pétrolières de la planète Terre et pour les conflits qui y sont associés, doit se lire comme l'expression littéraire du contre-coup psychologique exercé sur l'Occident par les deux chocs pétroliers de 1973 et 1979. Cette thématique sera d'ailleurs reprise en 2007, et pour les mêmes raisons conjoncturelles, par un auteur comme Andreas Eschbach dans En panne sèche.

### Clins d'œil à la littérature de science-fiction
Au fil du roman, Wolfgang Jeschke fait quelques clins d'œil à la littérature de science-fiction ancienne, plus ou moins en rapport avec l'intrigue. L'un des personnages secondaires du récit, Patrick Geston, professeur d'anglais et d'allemand, est traducteur occasionnel et passionné de science-fiction. L'artefact découvert par son grand-père, une jeep fossilisée, lui évoque des romans de voyages temporels comme Hawk among the sparrow (Le Faucon parmi les moineaux), un bref roman de Dean McLaughlin paru en 1968 et un texte d'un auteur allemand dont le personnage ne se souvient pas, mais qui pourrait fort bien être Das Königsprojekt (Le Projet Royal) de Carl Amery paru en 1974, dans lequel le Vatican tente de modifier le passé en faveur d'une famille royale allemande, les Wittelsbach. L'auteur évoque également la projection du film La Machine à explorer le temps de George Pal, sorti en 1960, que certains membres du projet « Chronotron » vont voir.
Mais l'allusion la plus frappante du récit concerne Raphael Aloysius Lafferty, avec la machine Ktistèque et son « effet Aloysius » qui stipule que « ceux qui enverront quelqu'un ou quelque chose dans le passé pour y opérer un changement ne pourront jamais constater le succès ou l'insuccès de leur entreprise, car au moment précis de ce changement, le bouleversement qu'ils provoqueront deviendra réalité historique.

## Prix littéraire
- Le Dernier Jour de la Création de Wolfgang Jeschke a reçu le Prix Kurd-Laßwitz du meilleur roman de science-fiction allemand en 1982.

## Jeux Vidéo
Original War est un jeu vidéo de guerre en temps réel sortie sur pc en 2001.

## Critique
- Brian W. Aldiss : « C'est un bon thème et un bon livre. Lisez-le avant qu'il n'y ait plus de pétrole[6]. »

## Édition française
- Wolfgang Jeschke, Le Dernier Jour de la Création, traduit de l'allemand par Marie-Noëlle Ruckwied, Éditions Denoël, coll. Présence du futur, no 316, 1981.